# Otto Schimek
Otto Schimek (ur. 5 maja 1925 w Wiedniu, zm. 14 listopada 1944 w Lipinach) – austriacki żołnierz, służący w czasie II wojny światowej w Wehrmachcie, rozstrzelany za dezercję, a wedle przekazu jego siostry również za odmowę wykonania wyroku śmierci na polskich cywilach. Przedstawiany jako kandydat do procesu beatyfikacyjnego.

## Biografia
Urodził się w Wiedniu, w dzielnicy Brigittenau, jako trzynaste, najmłodsze dziecko w ubogiej, katolickiej rodzinie. Ośmioro rodzeństwa zmarło w dzieciństwie. Jego matka, Maria zd. Zsambeck, była pokojówką. Gdy miał siedem lat, zmarł jego ojciec, Rudolf Schimek, z zawodu ślusarz. W wieku trzech lat przeszedł zapalenie opon mózgowych, co wpłynęło na jego problemy z nauką. Od 11 roku życia wychowywał się w robotniczej dzielnicy Leopoldstadt. Tam rodzina zajmowała się naprawą maszyn do szycia. Matka zapisała go do szkoły specjalnej, gdzie uczył się zawodu stolarza.
W chwili wcielenia do wojska w lutym 1943 roku miał jedynie siedemnaście lat i 9 miesięcy. Przed skierowaniem na front miał obiecać matce, że nikogo nie zabije. Najpierw służył w Bośni, gdzie według przekazów rodzinnych po raz pierwszy miał sprzeciwić się rozkazowi strzelania do cywilów za co miał zostać brutalnie pobity przez dowódcę, a przy kolejnej odmowie został osadzony w areszcie w Kłodzku. Później jako żołnierz został skierowany do Galicji. Jesienią 1944 roku służył w 8. kompanii 1083 Pułku 544 Dywizji Grenadierów stacjonującej w okolicy Jasła i Tarnowa. Według siostry Schimka w czasie swojej służby na Bałkanach i później w Polsce dawał on wielokrotnie przykłady swojego humanitaryzmu, wyniesionego z przekonań katolickich, gdy wielokrotnie odmawiał uczestniczenia w mordowaniu ludności cywilnej. Schimek w czasie służby w Wehrmachcie udawał jedynie, że strzela lub też specjalnie pudłował.
Według jednej z wersji Schimek miał ukrywać dwóch partyzantów z AK, którzy – po ujawnieniu ich miejsca pobytu – zostali zabici. Schimek odmówił wstąpienia do plutonu egzekucyjnego, który miał rozstrzelać złapanych Polaków. Odmowa ta została uznana przez sąd polowy za demoralizującą i zakończyła się skazaniem go na śmierć. W więzieniu miał oczekiwać na egzekucję. W swoim wyroku sąd wojskowy uzasadnił najwyższy wymiar kary „dezercją i okazywaniem tchórzostwa w obliczu wroga”. Wtedy też miał dostać ostatnią szansę na ułaskawienie, którą miało być wzięcie udziału w likwidacji polskich zakładników. Gdy się na to nie zgodził, został stracony.
Inną wersję przekazali oficerowie z oddziału Schimka, którzy twierdzili, że został on rozstrzelany za „zwykłą dezercję”. Na początku lat 80. XX wieku publicyści Christoph Ransmayr i Martin Pollack dotarli do dokumentów dotyczących służby wojskowej Schimka. Okazało się, że jego teczka personalna pełna była nagan udzielanych za unikanie wysiłku, a zwłaszcza ryzyka. Dziennikarze dotarli również do szefa kompanii, w której służył Schimek, Franza Xavera Schönibergera. Wedle jego relacji, Schimek, spanikowany po lekkim draśnięciu odłamkiem, oddalił się od oddziału i zamieszkał u Polaków. Po kilku tygodniach został schwytany przez żandarmerię polową na ulicy w Tarnowie w cywilnym ubraniu i uwięziony w podziemiach klasztoru OO Karmelitów w Lipinach, a następnie postawiony przed sądem wojennym i rozstrzelany. Według relacji Josefa Saunferta, kapelana jednostki, w której służył Otto Schimek, w trakcie procesu miał on powiedzieć, że nie rozumie, z jakiego powodu za drobnostki skazuje się go na śmierć, a on oddalił się, gdyż obawiał się o swoje życie. Zupełnie więc nie zdawał sobie sprawy z konsekwencji swojego działania. Również Schöniberger nic nie słyszał o rzekomej odmowie strzelania do Polaków.

## Grób i upamiętnienie

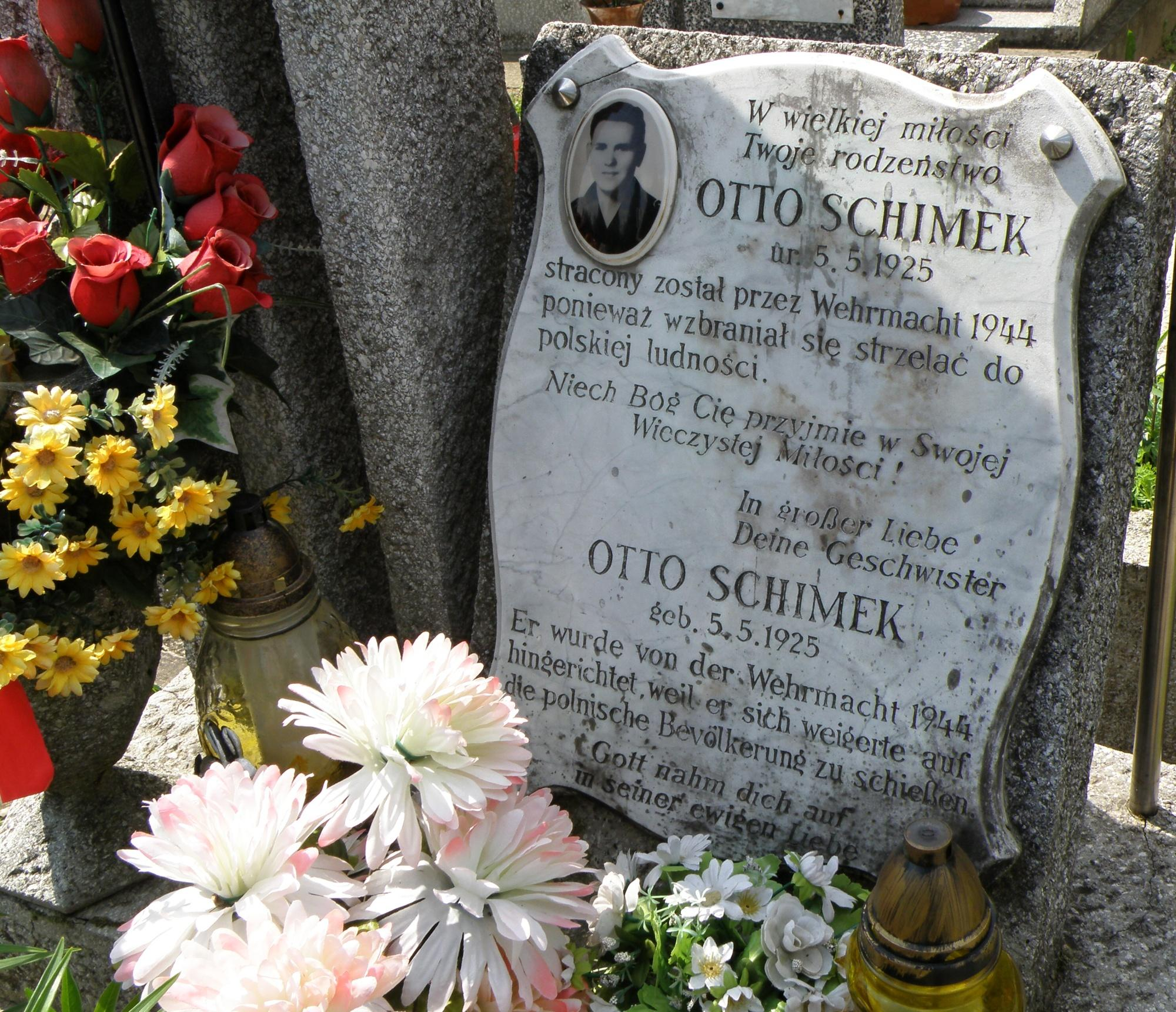
Tablica nagrobna na cmentarzu w Machowej

Jego bezimienną mogiłę odnalazła dopiero w 1970 roku siostra żołnierza, Elfriede Kujal, na cmentarzu w Machowej koło Tarnowa. To ona też przedstawiła niepotwierdzoną dokumentami rzekomą przyczynę egzekucji brata za odmowę wykonania rozkazu. Grób w Machowej stał się celem pielgrzymek tysięcy ludzi, upatrujących w nim bohatera, który odmową wykonania rozkazu zaprotestował przeciw zbrodniczej polityce III Rzeszy. W połowie lat 80. XX wieku stał się symbolem pacyfistycznego ruchu Wolność i Pokój urządzającego od listopada 1985 przerywane przez milicję marsze do Machowej. Do jego grobu pielgrzymowali również dwaj arcybiskupi Wiednia: kardynał Franz König, oraz kardynał Christoph Schönborn. Przeprowadzona w latach 90. ekshumacja ujawniła, że w rzekomym grobie Schimka w Machowej w rzeczywistości został pochowany nieznany, o wiele starszy mężczyzna. Schimek zaś prawdopodobnie został pochowany na cmentarzu żołnierzy Wehrmachtu w Łękach Dolnych.
Do 1970 r. postać Otto Schimka pozostawała nieznana. Dwa miesiące po przyjeździe Elfriede Kujal, która przedstawiła swoją wersję wydarzeń miejscowemu proboszczowi Eugeniuszowi Szydłowskiemu, ks. Szydłowski sprawę Otto Schimka poruszył podczas kazania w pobliskim Tuchowie. Następnie w 1971 roku kwestię niezwykłego żołnierza Wehrmachtu przedstawił ks. Bolesław Celiński, profesor seminarium w Tarnowie, na łamach „Tygodnika Powszechnego”. Artykuł ten spowodował szerokie zainteresowanie nieznaną postacią już nie tylko w Polsce, lecz dotarł też do ambasady Austrii. Zachował się ostatni list, jaki Schimek napisał tuż przed rozstrzelaniem. Z czasem jednak pojawiało się coraz więcej szczegółów niewiadomego pochodzenia, podkreślających rzekomo bohaterską postawę młodego Austriaka.
Choć wersja przedstawiona przez siostrę Schimka nie została potwierdzona ani w dokumentach, ani poprzez innych świadków, historia zaczęła żyć własnym życiem, nabierając symbolicznego znaczenia. Zaś Austriaka zaczęto przedstawiać jako kandydata do procesu beatyfikacyjnego. Jednakże wraz z badanami Martina Pollacka i Christopha Ransmayreza, którzy dotarli do akt Schimka w urzędzie badań zbrodni III Rzeszy, zarówno Kościół katolicki, jak i władze Austrii odstąpiły od zamiaru upamiętnienia młodego Austriaka.
W Parafii Trójcy Przenajświętszej w Machowej w dalszym ciągu wierni dwukrotnie w roku modlą się za jego duszę: w pierwszą niedzielę po rocznicy urodzin (5 maja) i w pierwszą niedzielę po rocznicy śmierci (14 listopada). Wtedy też podczas okolicznościowego kazania jest kierowana prośba o zakładanie przez wiernych grup modlitewnych im. Ottona Schimka w intencji wyniesienia go na ołtarze. Powstała jedna taka grupa modlitewna.

## Publikacje
O losach Schimka opowiadają filmy dokumentalne: Casus: Otto Schimek z 1993 oraz Otto Schimek – wierny sumieniu z 2016. Powstały również książki: Lech Niekrasz – Spór o grenadiera Schimka (ISBN 83-900223-1-1), praca zbiorowa pod red. Juliana Kapłona: Otto Schimek – dokumentacja w tekstach i obrazach oraz Julian Kapłon: Otto Schimek – dylematy nazizmu (ISBN 83-86744-28-6).
Otto Schimek bywa mylony z Otto-Juliusem Schimke – policjantem, który odmówił wzięcia udziału w masakrze ludności żydowskiej w Biłgoraju.